# William Nicholson, 1. Baron Nicholson

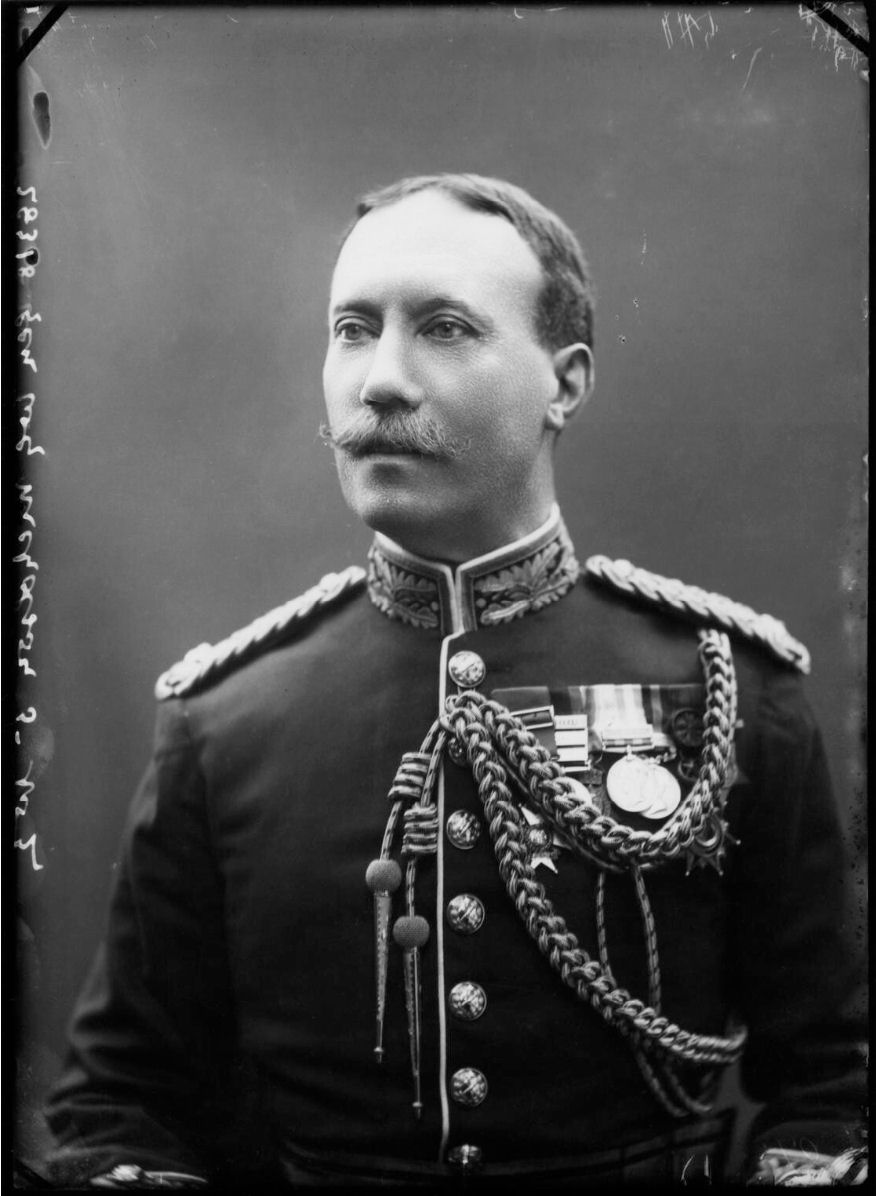
William Nicholson, 1898

William Gustavus Nicholson, 1. Baron Nicholson GCB (* 2. März 1845 in Roundhay Park, Leeds; † 13. September 1918 in London) war ein britischer Feldmarschall und Chef des Imperialen Generalstabes. Er nahm an zahlreichen Kolonialfeldzügen des viktorianischen Großbritanniens, u. a. in Britisch-Indien, Ägypten und im Südlichen Afrika, teil. 

## Leben
William Nicholson trat 1863 in die Militärakademie Woolwich ein, schloss diese im Dezember 1864 als Jahrgangsbester ab und wurde 1865 Lieutenant der Royal Engineers. Von 1868 bis 1871 diente er auf Barbados und danach in Indien, wo er mit diversen ingenieurtechnischen Projekten betraut war. Später nahm er dann, meist als Adjutant, an mehreren Feldzügen teil. So war er als Captain und Pionieroffizier im Zweiten Afghanisch-Britischen Krieg an verschiedenen Gefechten und Schlachten beteiligt, wobei er sich wiederholt auszeichnete.
1882 nahm er mit Truppen der British Indian Army am Anglo-Ägyptischen Krieg zur Niederschlagung der Urabi-Bewegung teil. Auch hier erhielt er mehrere Auszeichnungen. Drei Jahre danach zeichnete er sich, inzwischen zum Lieutenant-Colonel befördert, im Dritten Britisch-Burmesischen Krieg erneut aus. 
Nicholson wurde am 1. Juli 1890 zum Militärsekretär von Lord Roberts, dem britischen Oberbefehlshabers in Indien, ernannt und erhielt am 1. Januar 1891 den Rang eines Colonel. Er war ab 1893 als Chefingenieur bei der indischen Militärabteilung beschäftigt und wurde 1895 zum Generaladjutanten für den Punjab mit dem Rang eines Brigadier-General ernannt. Nicholson wurde 1897 bis 1898 als Stabschef für die Tirah-Kampagne an der North West Frontier Indiens eingesetzt. 1898 wurde er als Knight Commander des Order of the Bath geadelt. Er wurde am 24. Februar 1899 zum Generaladjutanten in Indien ernannt. 
Im Zweiten Burenkrieg in Südafrika war Nicholson wiederum militärischer Sekretär des Oberbefehlshabers Lord Roberts. Im lokalen Rang eines Major-General nahm dabei an diversen Schlachten teil. Schwerpunktmäßig war er allerdings für Mobilisierung und den militärischen Nachrichtendienst verantwortlich. 1901 wurde er zum Lieutenant-General befördert. Von 1904 bis 1905 war Nicholson Militärattaché in der Mandschurei. Im Anschluss wurde er 1906 zum General befördert und Generalquartiermeister der British Army.

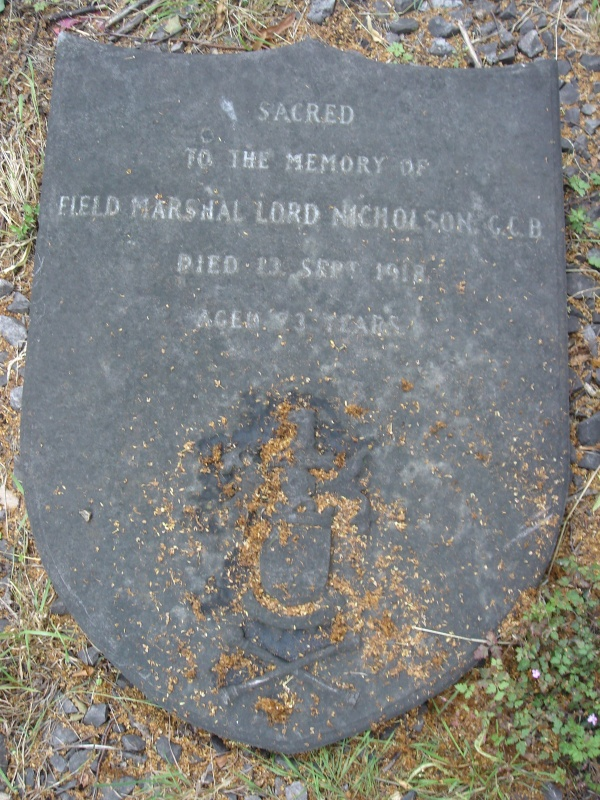
Grabstein des William Nicholson, 1. Baron Nicholson

1908 wurde Nicholson zum Chef des Generalstabes berufen und zum Knight Grand Cross des Order of the Bath erhoben. Die Position des Generalstabschefs wurde noch 1908 umgewandelt, so dass er von 1908 bis 1912 den Titel Chief of the Imperial General Staff führte. Da es nach dem Ausscheiden von Lord Roberts keinen Oberbefehlshaber der britischen Armee mehr gab, war Nicholson damit der militärische Kopf der Armee des Britischen Empires. 1911 wurde er zum Field Marshal befördert. Nach seinem Ausscheiden aus dem aktiven Dienst wurde Nicholson am 4. Oktober 1912 als Baron Nicholson, of Roundhay in the County of York, in den erblichen Adelsstand erhoben und erhielt damit einen Sitz im House of Lords.
Mit dem Beginn des Ersten Weltkrieges wurde er für das Committee of Imperial Defence reaktiviert. Ab 1916 arbeitete er in der Dardanelles Commission, welche die katastrophale Schlacht von Gallipoli aufarbeitete. Er starb kurz vor Kriegsende kinderlos, so dass der ihm verliehene Adelstitel erlosch.
Nicholsons Laufbahn ist dahingehend bemerkenswert, dass er es geschafft hat, bis zum höchsten militärischen Dienstgrad aufzusteigen, ohne jemals ein aktives Kommando innegehabt zu haben.